# Delroy Lindo
Delroy George Lindo (* 18. listopadu 1952, Eltham, Londýn, Anglie) je anglický herec a divadelní režisér. Lindo byl nominován na řadu ocenění, včetně Tony Award a Screen Actors Guild Award a získal cenu Satellite Award. Mezi jeho nejznámější role patří West Indian Archie ve filmu Malcolm X, Catlett ve filmu Chyťte ho!, detektiv Castleback ve filmu 60 sekund či jako Woody Carmichael ve filmu Crooklyn.